# Charlie Rodríguez (Musiker)
Charlie Rodríguez († 11. April 2019) war ein puerto-ricanischer Salsa-Musiker.
Der Tresspieler wurde berühmt mit dem Salsa-Klassiker Agua de clavelito, den er mit Johnny Pacheco aufnahm. Die meisten seiner Aufnahmen erschienen bei dem von Roberto Torres, Sergio Bofill und Adriano García in New York gegründeten Label S.A.R. records, wo neben ihm Torres, Jorge Maldonado und Rey Reyes veröffentlichten.